# Magyar csapat – „…még 50 perc…”
A Magyar csapat - '...még 50 perc...' 2016-ban bemutatott magyar dokumentumfilm Muhi András Pires rendezésében. A film a magyar labdarúgó-válogatott kvalifikációjának történetét mutatja be a 2016-os labdarúgó-Európa-bajnokságra.
A film első televíziós vetítése a TV2-n történt.

## Leírás
A dokumentumfilm bemutatja a magyar labdarúgó-válogatott meccseit 2012. október 16-tól a pótselejtező napjáig, 2015. november 15-ig. 
- 2012. október 16., Budapest: Magyarország–Törökország 3:1
- 2013. március 20. Taktikai értekezlet a Magyarország–Románia-meccs előtt.
- 2013. március 22., Budapest: Magyarország–Románia 2:2
- 2013. szeptember 6., Bukarest: Románia–Magyarország 3:0
- 2013. október 11., Amszterdam: Hollandia–Magyarország 8:1, Egervári Sándor lemond a szövetségi kapitányi posztról.
- 2015. március 29., Budapest: Magyarország–Görögország
- 2015. június 13. Taktikai értekezlet a Finnország–Magyarország-meccs előtt.
- 2015. június 13., Helsinki: Finnország–Magyarország 0:1
- 2015. szeptember 7., Belfast: Észak-Írország–Magyarország 1:1
- 2015. október 13., a magyar labdarúgó-válogatott a Törökország–Izland-meccset nézi.
- 2015. november 12. Taktikai értekezlet Norvégia–Magyarország-meccs előtt.
- 2015. november 12., Oslo: Norvégia–Magyarország.
- 2015. november 15., Budapest: Magyarország–Norvégia 2:0

## Szereplők

### Magyar labdarúgó-válogatott
- Dzsudzsák Balázs (csapatkapitány)
- Gera Zoltán
- Szalai Ádám
- Király Gábor (kapus)
- Lang Ádám
- Korhut Mihály
- Kádár Tamás
- Fiola Attila
- Elek Ákos
- Nagy Ádám
- Németh Krisztián
- Dibusz Dénes (kapus)
- Gulácsi Péter (kapus)
- Böde Dániel
- Lovrencsics Gergő
- Kleinheisler László
- Pintér Ádám
- Nikolics Nemanja
- Stieber Zoltán
- Priskin Tamás
- Guzmics Richárd
- Bese Barnabás
- Juhász Roland

### Kommentátorok
- Gundel Takács Gábor (csak hang)
- Hajdú B. István (csak hang)
- Ifj. Knézy Jenő (csak hang)

### Szövetségi kapitányok
- Egervári Sándor
- Dárdai Pál
- Bernd Storck